# Batalha de Lowestoft

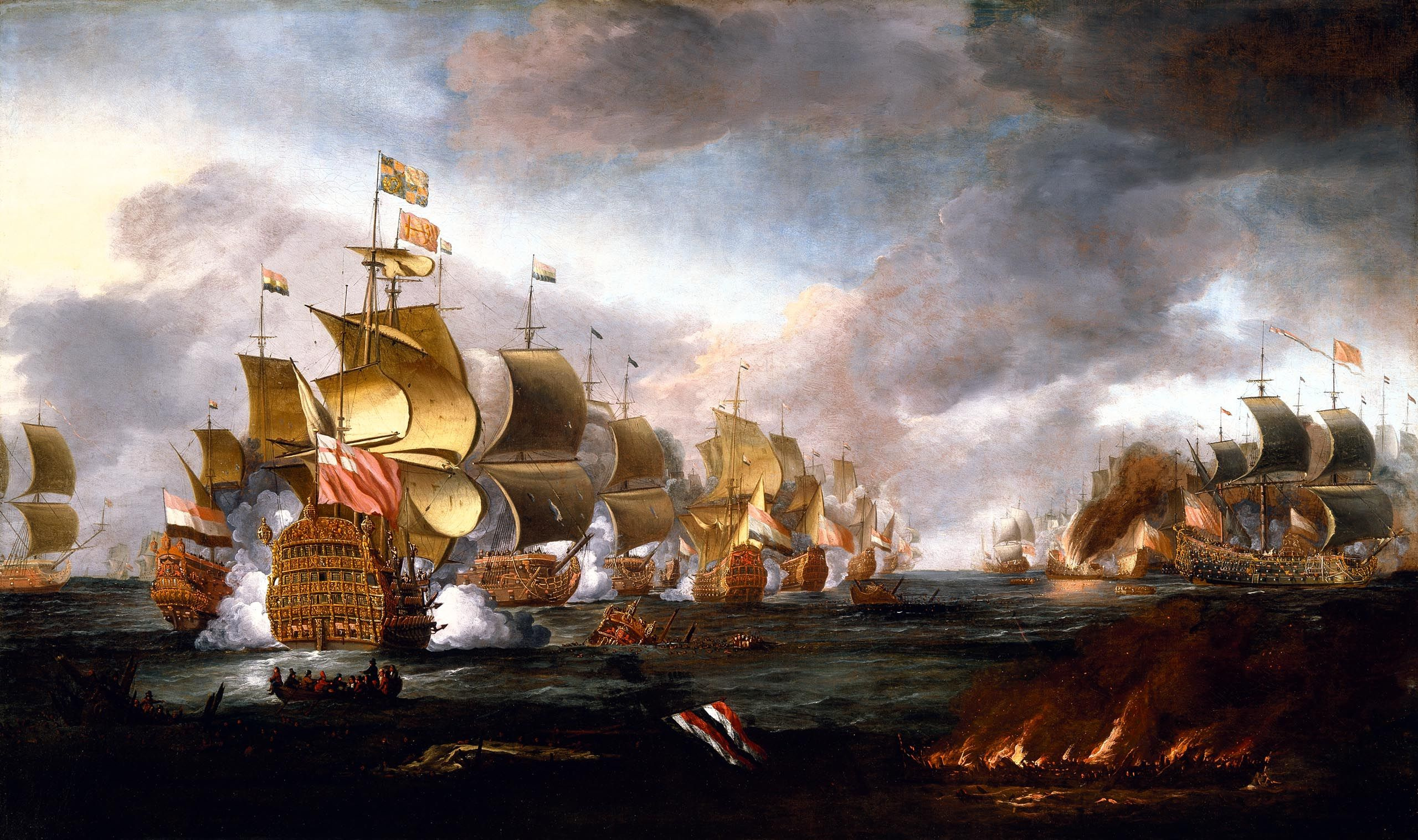
Batalha de Lowestoft, 13 de junho de 1665 - Envolvimento entre as frotas inglesa e holandesa por Adriaen Van Diest.

A Batalha de Lowestoft ocorreu em 13 de junho de 1665 durante a Segunda Guerra Anglo-Holandesa. 
Embora tenha sido uma vitória inglesa substancial, a fuga da maior parte da frota holandesa privou a Inglaterra da chance de terminar a guerra rapidamente com uma única vitória decisiva. Como resultado, os holandeses conseguiram compensar suas perdas construindo navios novos e mais bem armados e melhorando sua organização e disciplina. Suas frotas holandesas não seriam tão mal organizadas ou indisciplinadas nas batalhas restantes desta guerra. Em substituição a Jacob van Wassenaer Obdam, Michiel de Ruyter passou a liderá-las e os holandeses ganharam um estrategista e líder soberbo para a continuação da guerra.

## A batalha
Uma frota de mais de uma centena de navios das Províncias Unidas comandada pelo tenente-almirante Jacob van Wassenaer, Lord Obdam atacou uma frota inglesa de igual tamanho comandada por James II da Inglaterra, quarenta milhas a leste do porto de Lowestoft em Suffolk.
Os holandeses estavam ansiosos para parar a frota inglesa, que lhes havia infligido pesadas perdas em batalhas anteriores. O principal político holandês da época, o Grande Pensionista Johan de Witt, ordenou que o almirante atacasse os britânicos com força enquanto o vento soprava do leste; mas van Wassenaer Obdam, não considerando seus homens preparados o suficiente para enfrentar abertamente a frota inglesa, decidiu esperar um momento melhor, quando os ventos estivessem favoráveis à frota holandesa, que poderia ter bombardeado os britânicos com segurança e tinha a possibilidade de realizar uma retirada ordenada em caso de necessidade.
Esse comportamento levou à perda de um grande número de navios holandeses e à morte do próprio almirante van Wassenaer Obdam.